# Tomás Junoy
Tomás Junoy (1782-1860) fue un religioso y escritor español radicado en Andorra.

## Biografía
Nacido  en marzo de 1782 en Puigcerdá, ingresó en la Orden de los Padres Predicadores y fue prior del convento establecido en Puigcerdá. En 1835 emigró a Francia y fue nombrado provicario de Anyós (Andorra). Autor de varias poesías políticas y de un «examen ó discusión sobre la utilidad del punto militar que es la Cerdeña», además de redactor de algunos artículos del Diccionario geográfico universal (Barcelona, 1831-1834), falleció en 1860, el día 16 de abril.

## Obras
- Relació sobre la Vall d'Andorra. Toulouse, imp. Montauben, 1838.[2][3]
- Compendi de l'historia de España, etc. escrit en llengua catalana en versos pareados. Toulouse, Montauben, 1839, dos tomos, impresa con el seudónimo "Lo paripatetich solitari".[2]
- Historia de los Ceretanos, inédita, estuvo en poder de José Pascual y Prast.[2][nota 2]